# همراه با خدایان: ۴۹ روز آخر
همراه با خدایان: ۴۹ روز آخر (کره‌ای: 신과함께-인과 연; انگلیسی: Along with the Gods: The Last 49 Days) یک فیلم فانتزی اکشن محصول کره جنوبی سال ۲۰۱۹ به کارگردانی کیم یونگ-هوا و بر پایهٔ وب‌تون همراه با خدایان از جو هو-مین است. این فیلم، دنبالهٔ فیلم سال ۲۰۱۷ به نام همراه با خدایان: دو جهان است. ها جونگ-وو، جو جی هون، کیم هیانگ-گی، ما دونگ-سوک و کیم دونگ ووک در آن به ایفای نقش پرداختند. فیلم همراه با خدایان: ۴۹ روز آخر در ۱ اوت ۲۰۱۸ منتشر شد.

## بازیگران

### اصلی
- ها جونگ-وو در نقش گانگ-ریم[۹]
- جو جی هون در نقش هه‌وون‌ماک[۱۰]
- کیم هیانگ-گی در نقش لی دوک-چون
- ما دونگ-سوک در نقش گاشین سونگ‌جو[۱۱]
- کیم دونگ ووک در نقش کیم سو-هونگ[۱۲]